# Корва (язык)
Корва — диалектный континуум, где двумя основными разновидностями являются корва (корба) и кораку (кодаку), на которых соответственно говорят народы корва и кодаку. Кодаку в штате Джаркханд называют свой язык как «корва». Оба народа говорят на садри, курух и чхаттисгархи как на втором языке, или в случае иногда на языке садри как на своём первом языке.

## Диалекты
- На корва (Ernga, Korwa, Singli) говорят в штате Махараштра; Андхра-Прадеш; Западная Бенгалия; в округе Мирзапур штата Уттар-Прадеш; в округах Сундаргарх и Маюрбхандж штата Орисса; в округах Биласпур, Джашпур, Корба, Райгарх, Сургуджа штата Чхаттисгарх; в округах Гархва, Гумла, Паламау штата Джаркханд.
- На кодаку (Kodaku, Koraku) говорят в округе Сонбхадра штата Уттар-Прадеш; округах Гархва и Паламау штата Джаркханд; в округе Сургуджа штата Чхаттисгарх.